# Дараган Василь Юхимович
Дараган Василь Юхимович (рос. Дараган Василий Ефимович; нар. 1735 — пом. ?) — старший син київського полковника Юхима Федоровича Дарагана та Віри Григорівни Розумовської. Племінник українського гетьмана Кирила Розумовського.  

## Життєпис
До Санкт-Петербурга хлопчик трапив у 1745 році. Його поселили в будинку Олексія Розумовського, де він мешкав по 1749 разом із іншими небожами єлизаветинського фаворита. Гувернерами к ним приставили такого собі п. Носке, мадам Шмідт, котру також називали Йоганною, і Франциска Сосерота (вчителя французької мови). 
Він зробив неабияку придворну й військову кар'єру: спершу камер-паж, 5 вересня 1751 року був призначений камер-юнкером, 10 лютого 1758 дістав чин дійсного камергера великого князя Петра Федоровича, а з початком його царювання стає фаворитом; майор Оранієнбаумського гарнізону (1757), генерал-майор (28 грудня 1761), генерал-поручник (з 1768). Після палацового перевороту 1762 р. від можливої опали Василя Юхимовича вберегли брати Іван і Григорій, котрі служили ротмістрами кінно-гвардійського полку й спричинилися до возведення Катерини II на трон. За свідченням Миколи Ханенка, Дараган не поривав зв'язків з рідною Україною, доки жили батьки.
11 жовтня 1765 його височайше призначили до берг-колегії. Наступна згадка, вже як учасника першої архіпелазької експедиції ескадри у Середземномор'я, датується 9 березня 1770: граф О. Г. Орлов звітував на батьківщину про захід пошкодженого корабля «Ростислав» до Генуезького порту. Дарагану, що вже досяг дотіль чина таємного радника, було припоручено якомога швидше оснастити судно і привести його в морехідний стан. 
За батьківським заповітом він одержав села Семиполки, Рудню, Святе, Опанасів. Згідно з описами Київського намісництва 1781 і 1787 рр. у його власності (повній або частковій) також перебували села Нова Гребля, Берков, Глибоке, Жеребецьке, Красинівка, Курганське, Лемеші, Мостищі, Рудьківка, Соболівка, Хотівці, Шолойки, Сухинка, а зарівно хутори Бойківщина, Брегинці, Мартусів, Михайлівка і ще один над р. Старицею. Деякі з названих маєтностей дістались після кончини братів. 
З дружиною середульшого, Онисією Фадеївною, навіть виник судовий спір: жінка звинувачувала Василя у силовому забранні належної їй частки спадщини мужа Івана Дарагана, проте шлюб з ним Синод визнав незаконним, оскільки був укладений ще за життя першого чоловіка. Онисія зверталась аж до самої імператорки, котра видала рескрипт П. Рум'янцеву-Задунайському негайно розібрати її претензії. Чим закінчилась тяжба — невідомо через брак джерел.
Помер Василь Дараган неодруженим і бездітним, був похований біля Свято-Георгіївського монастиря (с. Данівка).